# 阿什提揚
阿什提揚是伊朗的城市，位於該國西北部，由中央省負責管轄，距離首府阿拉克55公里，海拔高度2,026米，2006年人口8,324，居民主要是波斯人。

## 外部連結
- "Ashtian" in Encyclopedia Iranica by C.E. Bosworth
- "Ashtiyani, the dialect of Ashtiyan" in Encyclopedia Iranica by E. Yarshater[]